# Цандзие
Цандзие (Цан Дзие; китайски:倉頡; пинин:Цандзие) е легендарна фигура в древен Китай (около 2650 г. пр.н.е), за която се твърди, че е официалният историк на Хуанди (Жълтия
император) и създател на китайската логограма. Легендата разказва, че той има четири очи и четири зеници и когато изобретява китайските писмени знаци, боговете и духовете плачат, и от небето вали просо. Той се разглежда като легендарна, а не историческа фигура или поне не се смята за единствения създател на китайските писмени знаци. Скала на Марс, посетена от марсохода Спирит, носи името „Цандзие“

## Легенда за създаването на китайската логограма
Малко след обединяването на Китай, Жълтият император, много недоволен от своя метод на записване на информация (Кипу), натоварва Цандзие със задачата да създаде символи за писане. Цандзие тогава се настанява на брега на една река и се посвещава изцяло на изпълнението на задачата. Въпреки че посвещава много време и усилия, той не успява да създаде даже и една буква. Един ден Цандзие, изведнъж, вижда феникс, който лети в небето над него, носейки предмет в човката си. Предметът пада на земята точно пред самия Цандзие и той вижда импресията на отпечатака на копито. Неспособен да разпознае на чие животно принадлежи следата, той помолва за помощ местен ловец, който мина по пътя. Ловецът му казва, че това, без съмнение, е следата на Писиу, тъй като тя е по-различна от на което и да е друго животно или звяр. Разговорът му с ловеца вдъхновява Цандзие и го кара да вярва, че ако успее да обхване в рисунка специалните характеристики, които отличават всеки и всяко нещо на земята, това наистина ще бъде перфектен вид символ за писане. От този ден, Цандзие започва да наблюдава внимателно характеристиките на всички неща, включително слънцето, луната, звездите, облаците, езерата, птиците и животните. Той започва да създава букви според специалните характеристики, които той намира и след време, той събира дълъг списък със символи за писане. За радост на Жълтия император, Цандзие му се представя с пълния набор от символи. Тогава императорът извиква главните представители на всяка една от деветте провинции, за да може Цандзие да ги научи на новата система на писане. Паметници и храмове са издигнати в чест на Цандзие на брега на реката, където той създава тези писмени знаци.